# Town of Greece v. Galloway
Town of Greece v. Galloway ist ein am Obersten Gerichtshof der Vereinigten Staaten verhandelter Fall zur religiösen Neutralität staatlicher Organe in den USA, insbesondere der Frage, ob die Eröffnung einer Stadtratssitzung mit einem (meist christlichen) Gebet die Neutralitätspflicht des Staates verletzt.

## Hintergrund
Im Rathaus der Stadt Greece, New York, bestand eine übliche Praxis darin, Sitzungen mit einem – zumeist christlichen – Gebet zu eröffnen, wobei gelegentlich Geistliche anderer Religionen ebenfalls Gebete sprechen durften. Eine Teilnahme am Gebet war gemäß den Angaben der Stadt für niemanden notwendig oder verpflichtend. Eine Gruppe atheistischer und jüdischer Bürger verklagte die Stadt daraufhin wegen Verletzung des in der Verfassung der Vereinigten Staaten verankerten religiösen Neutralitätsgebotes (Establishment Clause).

## Urteil
Das Gericht bestätigte in einer 5-4-Entscheidung (d. h. fünf Richter stimmten für die Entscheidung, vier dagegen) die Rechtmäßigkeit des Abhaltens religiöser Gebete, auch wenn diese hauptsächlich christlicher Art seien und nicht alle möglichen Religionsgemeinschaften einschlössen (was aufgrund der Vielzahl existierender Religionen auch schwer möglich wäre). Gottesdienst, insbesondere christlicher Art, stünde in der Tradition der Vereinigten Staaten. Sofern niemand zur Teilnahme gezwungen werde oder konkrete Nachteile in Kauf nehmen müsse, seien daher auch überwiegend christliche Gebetszeremonien zur Eröffnung von Ratssitzungen rechtmäßig.

## Trivia
In der mündlichen Verhandlung illustrierte der Verfassungsrichter Antonin Scalia die Problematik der Existenz einer Vielzahl von Religionen und die Impraktikabilität, diese alle einzubeziehen, zur allseitigen Erheiterung mit der Frage, ob dann auch Teufelsanbetern die Möglichkeit gegeben werden müsse, zumindest ab und zu ein Gebet zur Eröffnung einer Stadtratssitzung abzuhalten.